# Д’Анна, Бальдассаре
Бальдассаре д’Анна (итал. Baldasarre d'Anna; ок. 1560, Венеция — после 1639) — итальянский живописец периода маньеризма.

## Биография
Биографических данных о художнике сохранилось крайне мало. Известно, что Бальдассаре родился в Венеции во фламандской семье. Впервые он упоминается в списке венецианских живописцев 1593 года. Дата его смерти неизвестна, но, похоже, он был ещё жив в 1639 году. В течение ряда лет учился рисунку и живописи у венецианского художника Леонардо Короны, а после смерти учителя завершал его работы, прежде всего девять больших картин для Скуолы Гранде-ди-Сан-Фантин (между 1600 и 1605).
Его собственная деятельность, по-видимому, ограничивалась изготовлением произведений для церквей и частных домов Венеции, однако в старых путеводителях и описаниях города отмечается значительное количество его картин. Вероятно, большая часть из них не сохранилась.

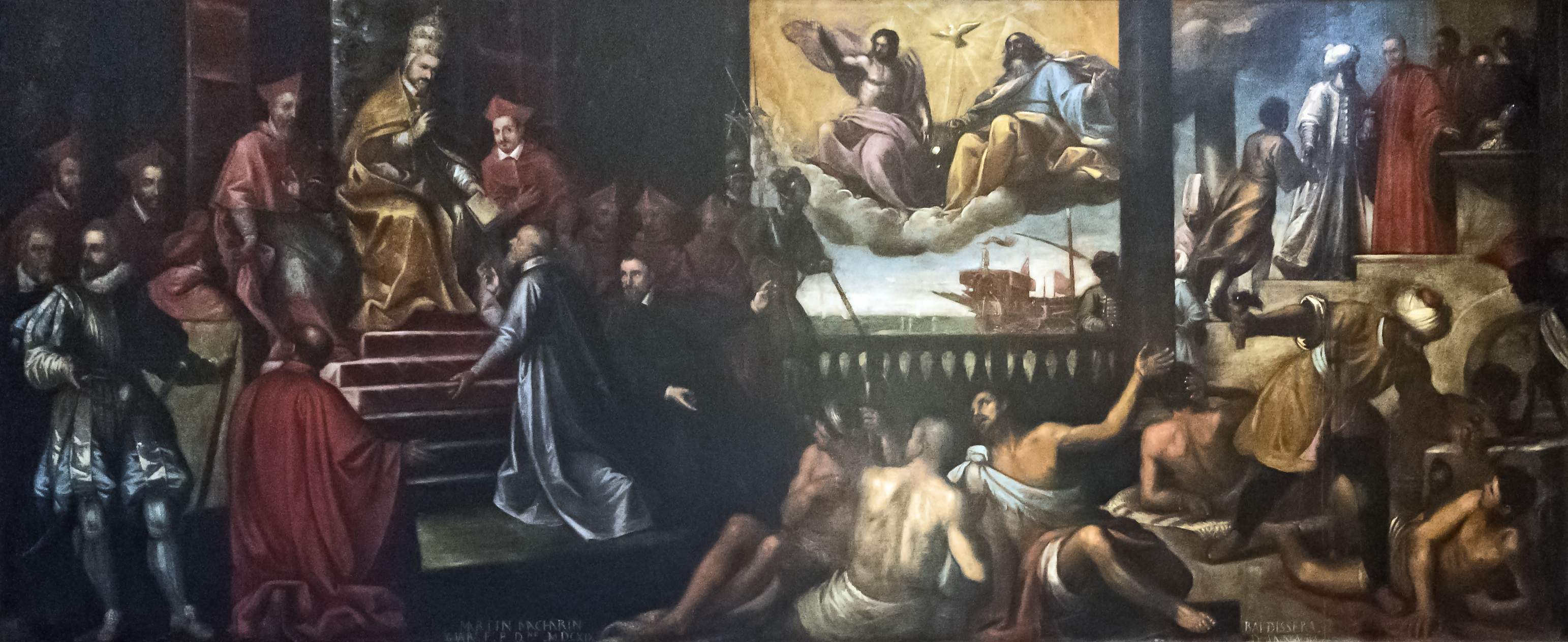
Утверждение Ордена Пресвятой Троицы, или выкуп рабов из мусульманского плена. Церковь Санта-Мария-Формоза, Венеция
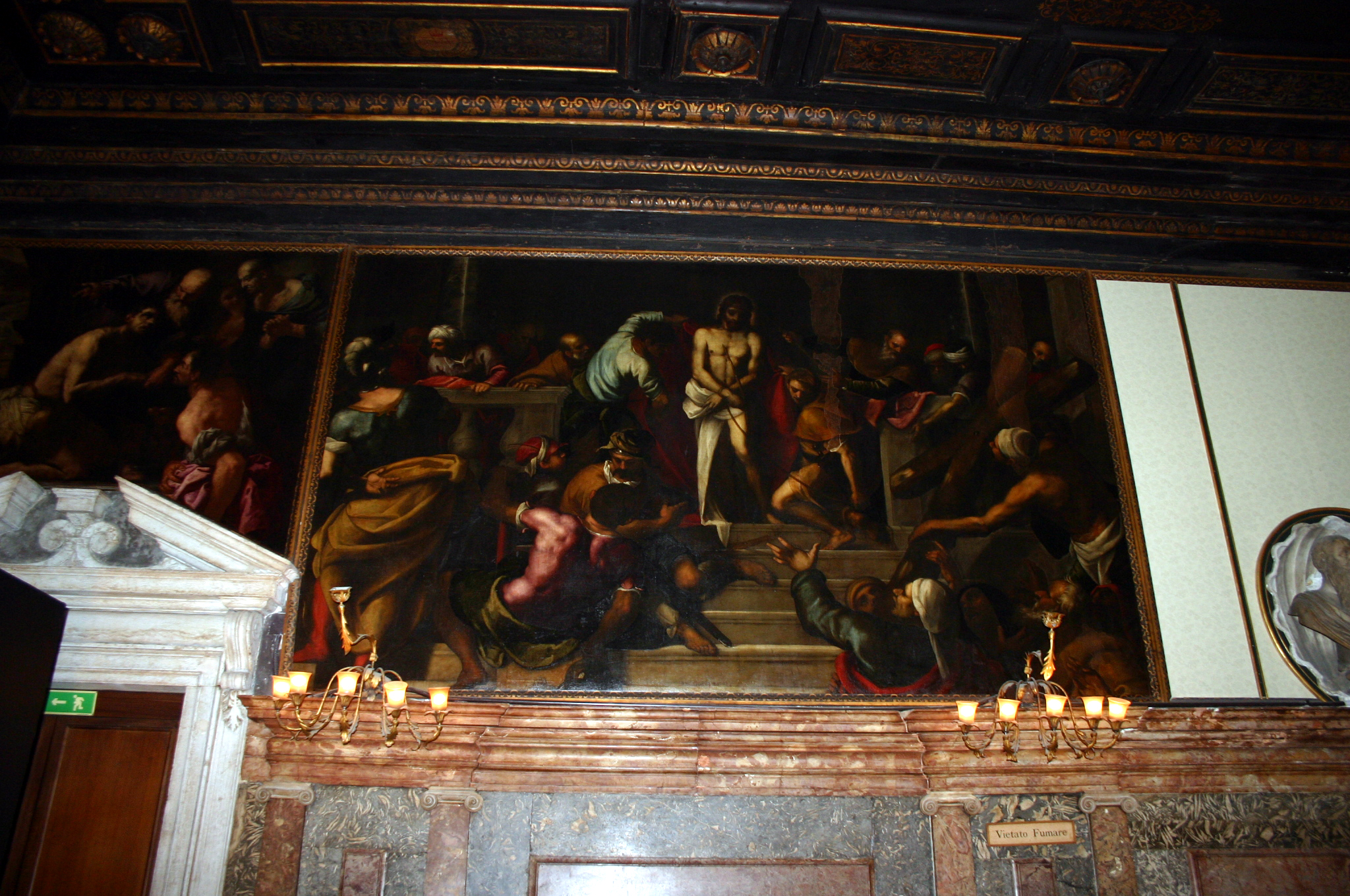
«Ecce homo». Аула Магна, Скуола Гранде-ди-Сан-Фантин, Венеция